# يوتارو تشينين
يوتارو تشينين (باليابانية: 知念 雄太朗) (19 نوفمبر 1993 في أوكيناوا في اليابان – )؛ هو لاعب كرة قدم ياباني سابق كان يلعب كلاعب وسط.

## وصلات خارجية
- يوتارو تشينين على موقع رابطة كرة القدم اليابانية للمحترفين (اليابانية)
- يوتارو تشينين على موقع Soccerway.com (الإنجليزية)